# کشتی جنگی

یک نبرد دریایی بین دو گالئون متعلق به اسپانیا (چپ) و هلند (راست) در سده ۱۷ میلادی.

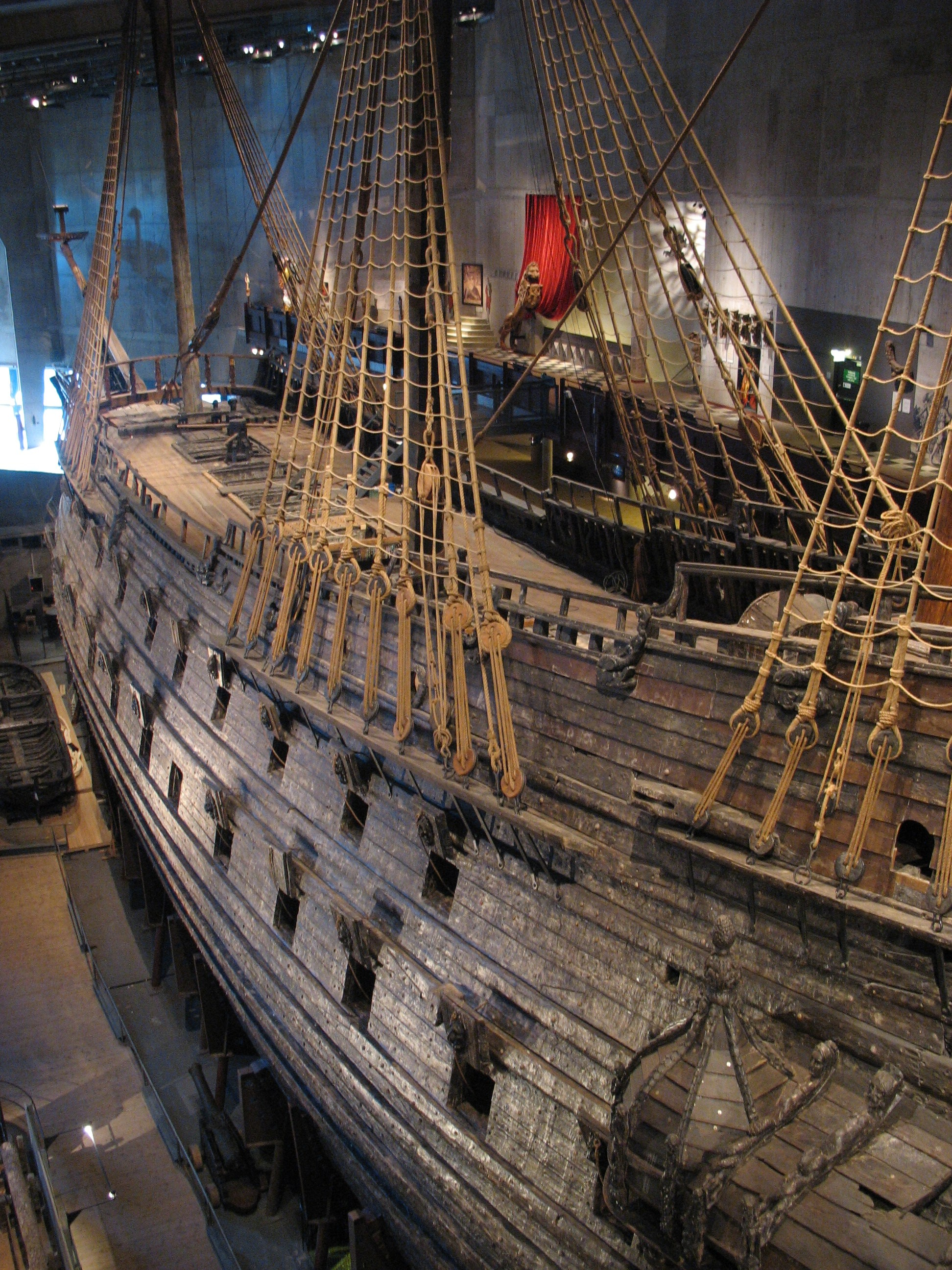
کشتی جنگی واسا دو عرشه برای ۶۴ توپ سنگین ۲۴ پوندی داشت.

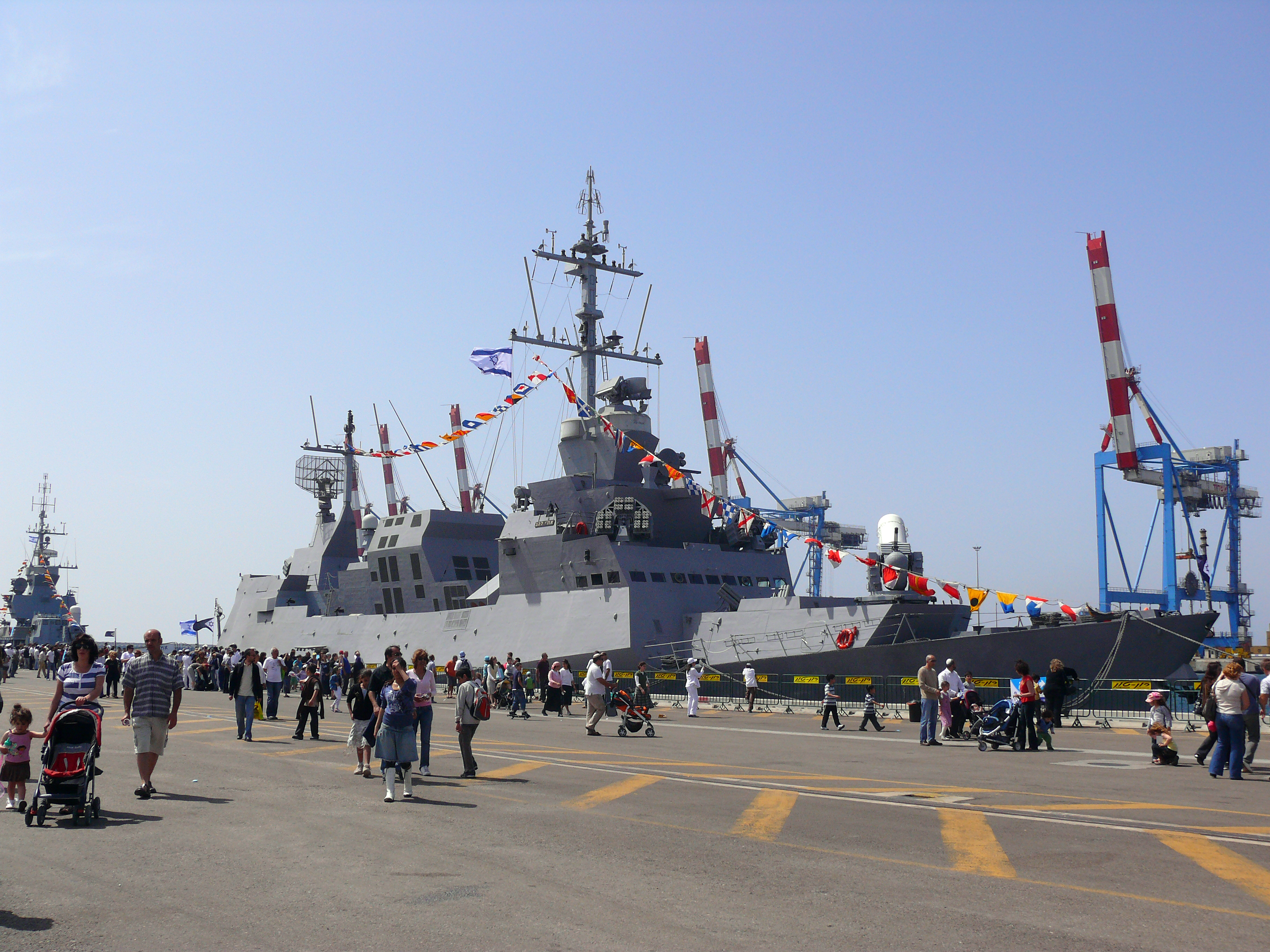
یک ناوچه مدرن نیروی دریایی اسرائیل.

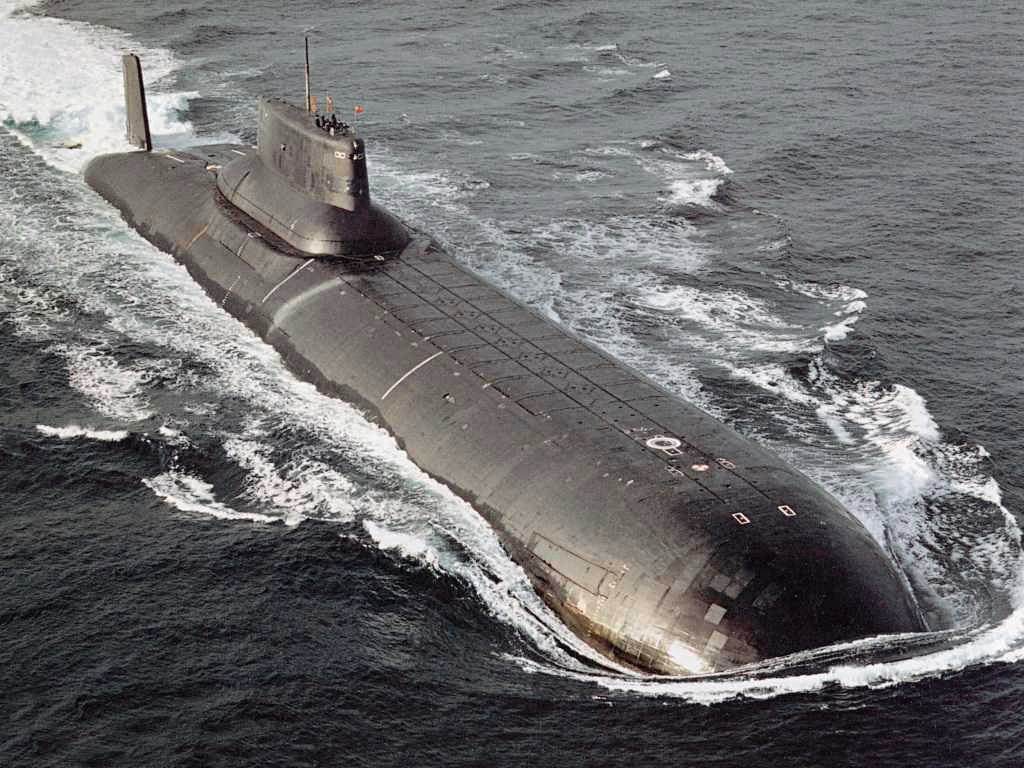
یک زیردریایی کلاس تیفون متعلق به نیروی دریایی روسیه.

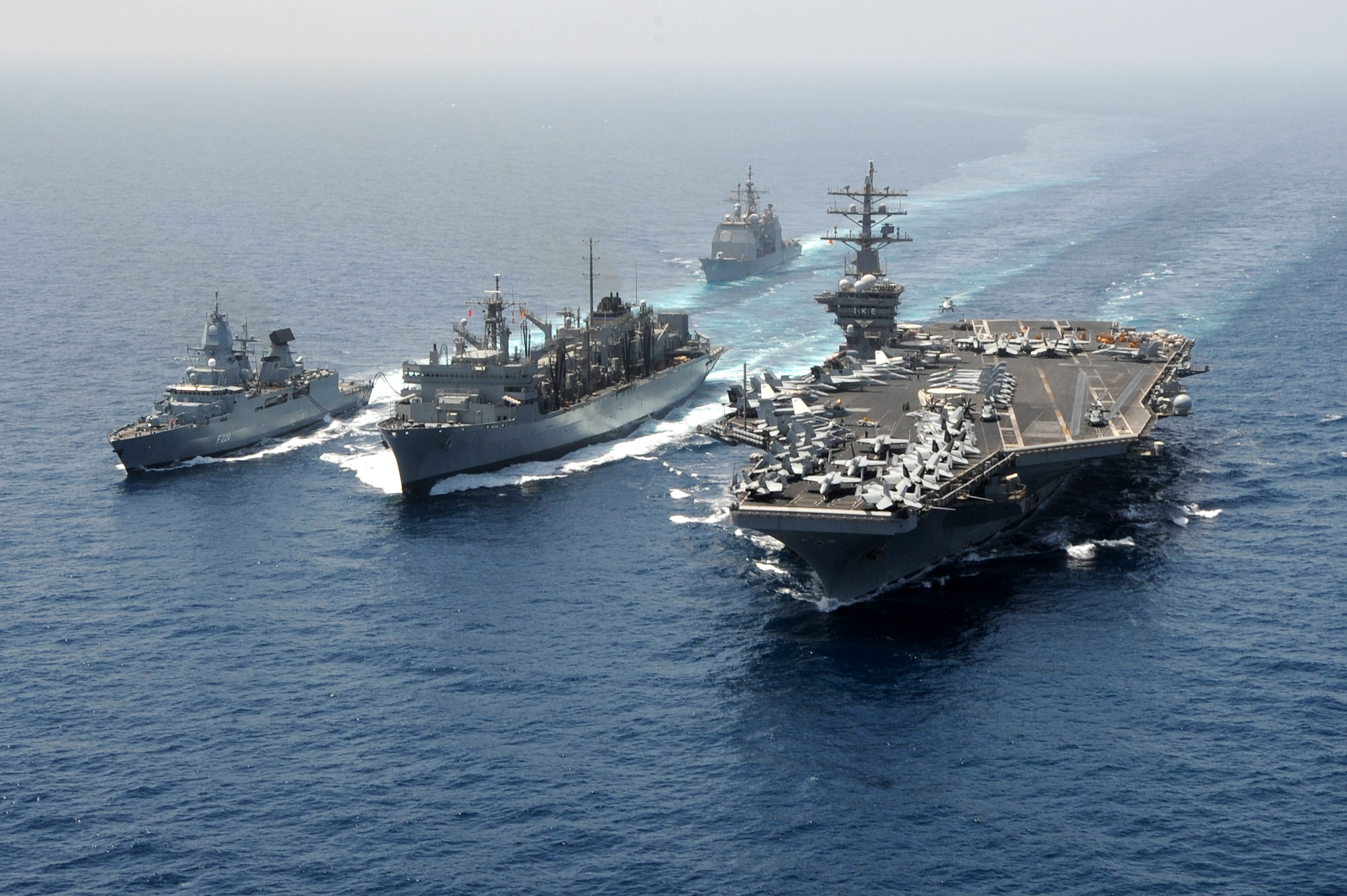
ناو هواپیمابر یواس‌اس دوایت آیزنهاور (سی‌وی‌ان-۶۹) در کنار کشتی تدارکاتی یواس‌ان‌اس پل (تی-ای‌اوئی-۱۰) و ناو کلاس تیکاندروگا و فریگیت کلاس ساچسن.

کشتی جنگی یا ناو جنگی به آن دسته از کشتی‌هایی گفته می‌شود که برای مبارزه در نظر گرفته می‌شوند. کشتی‌های جنگی علاوه بر اینکه به جنگ‌افزارهای مختلفی مسلح شده‌اند توانایی تحمل صدمات را هم دارند و معمولاً از کشتی‌های تجاری سریع‌تر و مانورپذیرتر هستند.

## انواع
- رزم‌ناو زرهی (Armored cruiser)
- کشتی تهاجم آبی‌خاکی (Amphibious assault ship)
- ناو هواپیمابر (Aircraft carrier): یک کشتی جنگی است که برای حمل کردن و پوشش دادن هواپیماها و هلیکوپترهای جنگی طراحی شده‌است و به عنوان یک فرودگاه شناور عمل می‌کند، و اینگونه هواپیماها می‌توانند بدون سوخت‌گیری و توقف، عملیات در مسافت‌های دور را انجام دهند. ناوهای هواپیمابر آمریکا قادر هستند ۱۵ سال بدون توقف حرکت کنند.
- رزم‌ناو نبرد (Battlecruiser): نوعی از ناوهای زره‌دار هستند که هزینه ساخت بالا همچون نبردناو دارند ولی در ساخت آن‌ها از قدرت آتش و زره به نفع سرعت بالا کاسته شده‌است. پس از شروع جنگ جهانی دوم به بعد دیگر هیچ رزم ناوی ساخته نشد چرا که نیاز به ساخت هواپیمای بیشتر ساخت این ناوها را در اولویت قرار نمی‌داد.
- نبردناو (Battleship): نوعی کشتی جنگی بزرگ با زره ضخیم است که دارای توپخانه‌ای با بزرگترین قطرینهٔ (کالیبر) توپ است. نبردناوها از سال ۱۸۷۵ تا پایان جنگ جهانی دوم قدرتمندترین کشتی‌های جنگی به‌شمار رفته و با قدرت آتش و زره بهتری نسبت به رزم‌ناوها، ناوها و ناوشکن‌ها اهمیتی استراتژیکی فوق‌العاده‌ای داشته و نمادی از قدرت ناوگان دریایی یک کشور به‌شمار می‌رفتند اما پیشرفت هواپیماهای جنگی و افزایش برد آن‌ها و همین‌طور ساخت بمب‌ها و موشک‌های هدایت‌شونده موجب شد تا اهمیت توپ‌های بزرگ و دوربرد رو به کاهش بگذارد. زره نبردناوها هم به هیچ‌وجه قدرت حفاظت از آن‌ها در مقابل برخورد موشک‌های دارای کلاهک هسته‌ای را نداشت و مشخص شد که احتمال درگیری بین نبردناوها بسیار پایین است، در نتیجه تمامی کشورها نبردناوهای خود را که هزینه تولید و نگهداری بسیار سنگینی داشتند از نیروی دریایی خارج کردند. هرچند آمریکایی‌ها در دهه ۱۹۸۰ مجدداً ۴ نبردناو کلاس آیوای ساخت جنگ جهانی دوم خود را به خدمت فراخواندند اما آن‌ها نیز در اوایل دهه ۱۹۹۰ از فعالیت خارج شده و آخرین آن‌ها در سال ۲۰۰۶ به‌طور قطعی از فهرست تجهیزات ارتش خارج شد.
- کشتی اصلی (Capital ship): بزرگترین و مهمترین کشتی در ناوگان یک کشور می‌باشد.
- کشتی مهاجم تاجر نما (Merchant raider): هرگونه کشتی زرهی که برای حمله به کشتی‌های دیگر به شکل یک کشتی تجاری تغییر شکل داده‌است.
- ناوچه سبک (Corvette): یک کشتی جنگی کوچک، با قابلیت مانور بالا و آتشبار سبک است، از ناوچه کوچکتر و از شناور گشتی بزرگتر است.
- رزم‌ناو (Cruiser): ناو یک نوع کشتی جنگی بزرگ است که به صورت عمده از اواخر سدهٔ نوزدهم تا پایان جنگ سرد کاربرد داشت. در اواخر سدهٔ بیستم با بازنشسته شدن رزمناوها، ناوها به بزرگترین جنگده شناور تبدیل گشتند و مأموریت آن‌ها بیشتر حفاظت ناوگان‌ها از حملات هوایی و حمله ناوشکنهای دشمن بود. در ابتدای قرن بیستم ناوها سنگین‌ترین کشتی نظامی در حال کار بوده که فقط پنج کشور ایالات متحده، روسیه، فرانسه، ایتالیا، پرو از آن‌ها بهرهمند بودند و در حال حاضر با مرخص کردن ناو ویتوری ونتو توسط ایتالیا، و تنها ناو فرانسه، فقط سه کشور باقی‌مانده دارای ناو هستند.
- ناوشکن (Destroyer): نوعی کشتی جنگی سریع، با توان مانور بالا و برد عملیاتی بالا است که برای اسکورت ناوگان‌ها یا گروه‌های رزمی و دفاع از آن‌ها در برابر شناورهای کوچک و سبک بکار می‌رود. پیش از جنگ جهانی دوم بیشتر ناوشکن‌ها شناورهایی سبک بدون توانایی اقیانوس‌پیمایی بودند. اما پس از جنگ جهانی دوم ورود موشک‌های هدایت‌شونده به صحنهٔ نبردهای دریایی زمینه‌ساز تحولات وسیعی در طراحی و کاربردهای کشتی‌های جنگی شد. ناوشکن‌ها توانستند به لطف موشک‌های دوربرد نقش‌هایی را بر عهده بگیرند که پیشتر تنها به ناوهای جنگی و نبردناوها تعلق داشت. این وضعیت باعث شد تا ناوشکن‌های بزرگتر و قدرتمندتری با توانایی شرکت در عملیات‌های منفرد ساخته شود. در این دوران حفاظت از ناوهای هواپیمابر و مدیریت پدافند هوایی ناوگروه‌ها اصلی‌ترین مأموریت ناوشکن‌ها شد و برخی از وظایف سنتی ناوشکن‌ها همچون اسکورت کاروان‌های دریایی و گشت ساحلی به ناوچه‌ها واگذار شد. اکنون در آغاز سدهٔ ۲۱ ناوشکن‌ها به سنگین‌ترین واحدهای جنگ سطحی برای استفاده عمومی تبدیل شده‌اند. تنها سه کشور (آمریکا، روسیه و پرو) ناوهای سنگینتر در خدمت دارند و هیچ کشوری نبردناو در خدمت ندارد. ناوشکن‌های مدرن، که ناوشکن موشک‌انداز شناخته می‌شوند، از دید تُناژ (وزنی) مشابه ناوهای جنگ جهانی دوم هستند ولی از دید قدرت آتش برتری فوق‌العاده‌ای بر آن‌ها دارند و حتی قادر به شلیک موشک‌های دارای کلاهک اتمی نیز هستند.
- دریدنوت (Dreadnought): نوع غالب نبردناوها در اوایل قرن بیستم بودند.
- شناور تندرو تهاجمی (Fast attack craft): نوعی شناور جنگیِ کوچک، سریع، چابک و دارای قابلیت تهاجمی است که به توپ، موشک‌های ضدکشتی یا اژدر مسلح می‌شود. این نوع شناورها معمولاً در نزدیکی خط ساحلی استفاده می‌شوند چراکه اندازهٔ کوچک آن‌ها باعث می‌شود تا مقدار محدودی سوخت، مهمات و تدارکات و آب شیرین با خود حمل کنند و در نتیجه از توانایی اقیانوس‌پیمایی و قابلیت دفاعی کامل برای عملیات در آب‌های آزاد بهره‌مند نباشند. شناورهای تندرو معمولاً در کلاس وزنی ۵۰ تا ۴۰۰ تن ساخته شده و بیشینه سرعت آن‌ها بین ۴۵ تا ۹۵ کیلومتر بر ساعت است. امتیاز اصلی این شناورها نسبت به کشتی‌های جنگی دیگر هزینه‌های پایین‌تر تولید و استفاده از آن‌هاست.
- کشتی آتشین (Fire ship): در گذشته کشتی‌های از کار افتاده یا قدیمی را با مواد آتش‌گیر پر کرده و کشتی را در حال سوختن به سمت نیروهای دشمن می‌فرستادند. البته گاهی کشتی‌های ارزان قیمتی با همین هدف ساخته می‌شد.
- ناوچه (Frigate): ناوچه یا ناو محافظ (برابر فرهنگستان: پاس‌ناو) نوعی کشتی جنگی سبک و کوچک است. تعریف ناوچه در چند قرن اخیر تفاوت کرده و کشتی‌های متفاوتی به این نام معروف شده‌اند. ناوچه‌های امروزی نوع کوچک‌شده‌ای از ناوشکن‌ها محسوب می‌شوند که سبک‌تر هستند و تسلیحات کمتری در اختیار دارند. وزن آن‌ها بین یک تا پنج هزار تن و طول آن‌ها ۹۰ تا ۱۳۰ متر است. وظیفه اصلی آن‌ها مقابله با حملات زیردریایی‌ها و شناورهای سبک تندرو است. امروزه ناوچه‌ها از محبوب‌ترین شناورهای جنگی هستند چراکه کارایی بالایی نسبت به هزینه‌های تولید و نگهداری خود دارند. فرهنگستان زبان فارسی، پاس‌ناو را این‌گونه تعریف می‌کند: «نوعی کشتی جنگی که می‌تواند به‌طور مستقل یا همراه با نیروهای آب‌خاکی و ضربتی و ضدزیرسطحی علیه تهدیدات سطحی یا زیرسطحی و هوایی عمل کند و سلاح‌های آن شامل توپ‌های سه و پنج اینچی دومنظوره و سلاح پیشرفتهٔ ضدزیردریایی است.» ترکیب معمول تسلیحاتی ناوچه‌های مدرن شامل چند لانچر موشک‌های ضدکشتی، یک توپ مسلسل کالیبر متوسط (۵۷ تا ۱۱۴ م‌م)، چند پرتابگر اژدر و یک سیستم دفاع نزدیک می‌شود. بسیاری از آن‌ها به موشک‌های ضدهوایی کوتاه‌برد و یک یا چند توپ ضدهوایی هم مجهز هستند و برخی از آن‌ها آشیانه‌ای برای نگهداری یک یا دو بالگرد دارند. اغلب ناوچه‌ها نیز با ترکیبی از موتورهای دیزلی و موتورهای توربین گاز تأمین می‌شود. رادارهای جستجوی هوایی، سونار، سیستم‌های کنترل آتش، تجهیزات جنگ الکترونیک و پادکارهای اخلال‌گر علیه موشک‌های مهاجم نیز از تجهیزات معمول ناوچه‌هاست.
- گالئون (Galleon): نوعی کشتی بادبانی بزرگ دارای سه یا چهار دکل بود که در نیمه دوم سده شانزدهم و در سده هفدهم به عنوان کشتی جنگی یا کشتی بازرگانی از سوی اروپاییان به کار برده می‌شد. امروزه واژه گالیون معمولاً برای اشاره به گالیون‌های اسپانیایی به‌کار می‌رود که از بر جدید طلا و نقره به اسپانیا می‌بردند، اما در اصل بیشتر کشتی‌های اروپایی سده هفدهم، ازجمله کشتی‌های هلندی‌ها، از نوع گالیون بودند. کشتی‌هایی که در زمان کریستوف کلمب به کار می‌رفتند معمولاً از نوع گالیون، کاراک، یا از نوع کاراول بوده‌اند
- ناوشکن موشک‌انداز (Guided missile destroyer): ناوشکن‌های مدرن، که ناوشکن موشک‌انداز شناخته می‌شوند، از دید تُناژ (وزنی) مشابه ناوهای جنگ جهانی دوم هستند ولی از دید قدرت آتش برتری فوق‌العاده‌ای بر آن‌ها دارند و حتی قادر به شلیک موشک‌های دارای کلاهک اتمی نیز هستند.
- گان بوت (Gunboat): نوعی شناور می‌باشد که به منظور حمل یک یا چند نوع سلاح برای بمباران اهداف ساحلی به کار می‌رفت.
- رزم‌ناو سنگین (Heavy cruiser)
- رزم‌ناو سبک
- ناو بالگردبر (Helicopter carrier)
- آیرونکلاد (Ironclad warship)
- درازکشتی (Longship)
- من آو وار (Man-of-war)
- کشتی مین‌روب (Minesweeper)
- کشتی مین‌یاب (Minehunter)
- مین‌ریز (Minelayer)
- قایق موشک‌انداز (Missile boat)
- مانیتور (Monitor)
- کشتی ماهیگیری جنگی (Naval Trawler)
- شناور گشتی (Patrol boat)
- اسلوپ
- زیردریایی (Submarine)
- قایق اژدرافکن (Torpedo boat)